# Doris Ahnen
Doris Maria Ahnen, née le 29 août 1964 à Trèves, est une femme politique allemande membre du Parti social-démocrate d'Allemagne (SPD). Elle est ministre des Finances du Land de la Rhénanie-Palatinat depuis 2014.

## Biographie

### Vie politique
Le 18 mai 2001, elle est nommée ministre de l'Éducation, des Femmes et de la Jeunesse dans le troisième gouvernement du social-démocrate Kurt Beck.
Élue députée au Landtag de Rhénanie-Palatinat dans la 28e circonscription lors des élections du 26 mars 2006, elle est reconduite au gouvernement le 18 mai suivant. Le 21 novembre, elle devient ministre de l'Éducation, de la Science, de la Jeunesse et de la Culture.
Bien qu'elle ait été battue dans sa circonscription aux élections du 25 mars 2011, elle conserve son mandat de parlementaire grâce au scrutin de liste. Elle est maintenue en poste au gouvernement le 18 mai, perdant ses compétences sur la Jeunesse au profit de la Formation professionnelle. Lorsque Malu Dreyer succède à Beck le 16 janvier 2013, Doris Ahnen est à nouveau reconduite dans ses fonctions ministérielles.
Au cours du remaniement du 12 novembre 2014, elle devient ministre des Finances, étant la première femme à occuper ce poste dans son Land. Elle est confirmée en 2016 et 2021.